# Cytisus baeticus
Cytisus baeticus là một loài thực vật có hoa trong họ Đậu. Loài này được (Webb) Steud. miêu tả khoa học đầu tiên.

## Hình ảnh

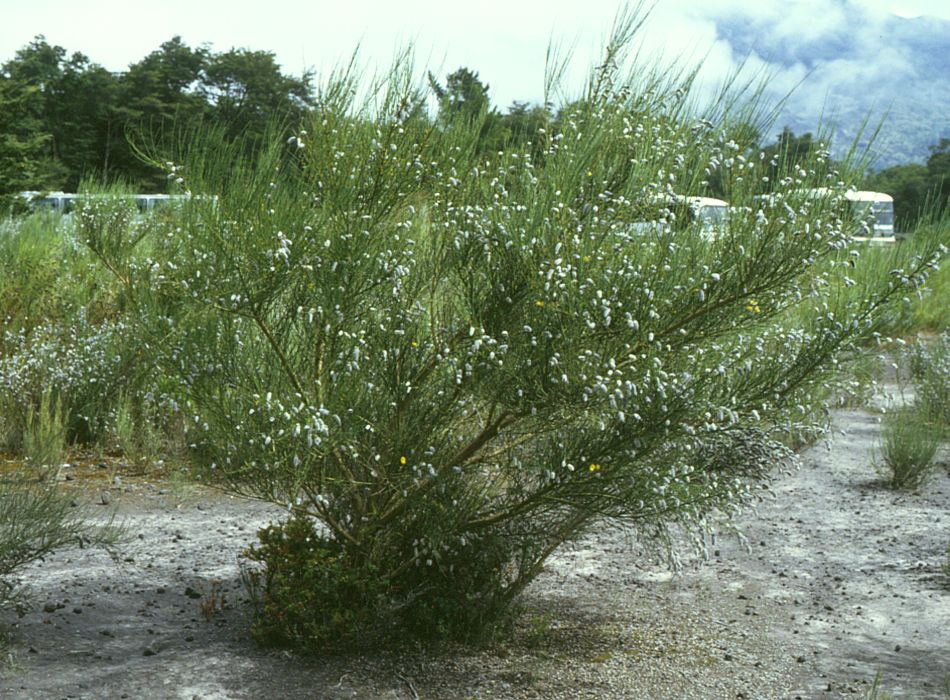
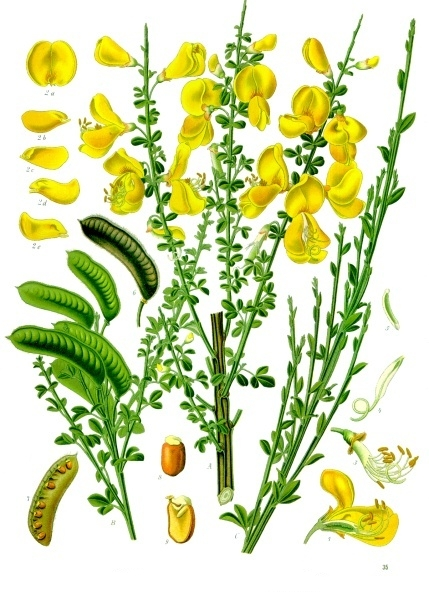
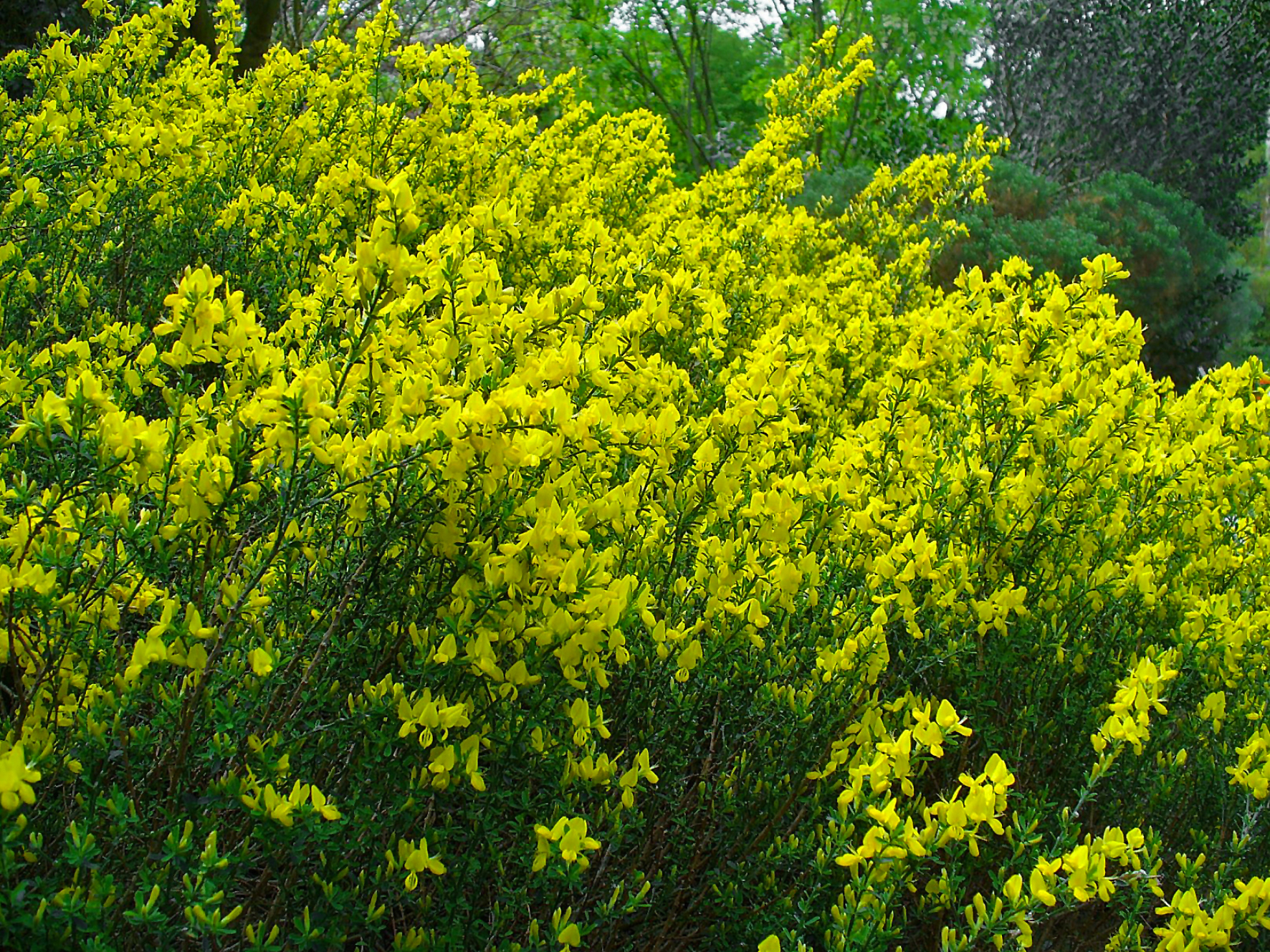